# Охота (мультфильм)
«Охота» — рисованный мультипликационный фильм, который создал режиссёр Эдуард Назаров в 1979 году.
В фильме использована музыка Иоганна Себастьяна Баха.

## Сюжет
Улица большого города: высокие дома, освещённые витрины, спешащие прохожие, поток автомобилей… Мальчик заходит в охотничий магазин, рассматривает трофеи и фотографии на стенах, и представляет себе, что он в африканской саванне. Величественно идут слоны, жирафы объедают акацию, журавли кружатся в танце. Пеликаны ловят рыбу, а рядом в воде лежат бегемоты.
По саванне бегут зебры, антилопы, страусы. И вдруг мальчик видит льва под деревом, а в стороне — настоящего охотника с винтовкой наизготовку. Мальчик успевает выстрелить первым и попадает присоской прямо в лоб охотнику. Лев уходит…
«Мальчик! Магазин закрывается!» — произносит продавец. Мечты рассеиваются, и мальчик снова выходит на шумную городскую улицу.

## Музыкальное оформление
- В теме саванны использована музыка Баха, а в городе звучит мелодия Градского.

## Над фильмом работали
- Авторы сценария: Александр Костинский, Эдуард Назаров
- Режиссёр: Эдуард Назаров
- Художники-постановщики: Юрий Батанин, Людмила Кошкина
- Композитор: Александр Градский
- Оператор: Михаил Друян
- Звукооператор: Борис Фильчиков
- Ассистенты: Елена Караваева, И. Кулакова, Дмитрий Куликов, Е. Кунакова, Татьяна Лытко, Татьяна Сокольская
- Монтажёр: Наталия Степанцева
- Художники-мультипликаторы: Юрий Кузюрин, Елена Малашенкова, Иосиф Куроян, Виолетта Колесникова, Владимир Зарубин, Галина Зеброва, Татьяна Фадеева
- Редактор: Елена Михайлова
- Директор картины: Любовь Бутырина

## Фестивали и награды
Мультфильм был награждён на фестивалях:
- 1979 — Киев — Всесоюзный кинофестиваль — лучший фильм
- 1980 — Уэска (Испания) — МКФ — лучший фильм
- 1980 — Эшпинью (Португалия) — III МКФ мультфильмов — приз зрительских симпатий

## Переиздания на DVD
- Мультфильм выпускался на DVD в сборнике мультфильмов «Masters of Russian Animation Volume 3»[2]